# Heinrich Soffel
Heinrich Soffel (* 30. Oktober 1936 in Pirmasens) ist ein deutscher Geophysiker.

## Leben
Soffel besuchte ab 1942 die Grundschule und die Oberrealschule in Hechingen und ab 1952 das Gymnasium in Tuttlingen. Dort bestand er im März 1955 die Abiturprüfung. An der Ludwig-Maximilians-Universität München studierte er Naturwissenschaften mit Schwerpunkt Physik. Er wurde im Corps Vitruvia (WSC) aktiv. Im Juni 1964 zum Dr. rer. nat. promoviert, war er sechs Jahre wissenschaftlicher Assistent am Geophysikalischen Institut der LMU. 1965/66 war er beurlaubt an das Department of Earth Sciences, Washington University in St. Louis. 1968 habilitierte er sich in München für Geophysik. Er wurde 1970 zum Universitätsdozenten ernannt.
Soffel wurde 1973 apl. Professor und 1978 C3-Professor für Geophysik an der LMU. Nach zwei Jahren als Kommissar kam er 1985 auf den Lehrstuhl für Angewandte Geophysik. Damit verbunden war die Leitung des Geophysikalischen Observatoriums in Fürstenfeldbruck. Lehraufträge erhielt er an der Universität Erlangen (1967–1971 und ab 1997), der Technischen Universität Berlin (1971/72), der ETH Zürich (1973/74) und der Technischen Universität München (1974–1994). 1991 wurde er in die Bayerische Kommission für Erdmessung der Bayerischen Akademie der Wissenschaften berufen. Er engagierte sich in der Deutschen Forschungsgemeinschaft und in der akademischen Selbstverwaltung. Er war 1973/74, 1977–1979 und 1992–1994 Prodekan und 1974–1977 Dekan. Vom Oktober 1994 bis März 1999 war er Prorektor der LMU. Am 1. April 2002 trat er in den Ruhestand.

## Ehrungen und Mitgliedschaften
- Associate Member der Royal Astronomical Society (1989)
- Beirat des Bayerischen Geoinstituts Bayreuth der Bayerischen Akademie der Wissenschaften (1998)
- Wahl in die Deutsche Akademie der Naturforscher Leopoldina (1998)
- Verdienstorden der Bundesrepublik Deutschland, Bundesverdienstkreuz am Bande (2001)
- Ehrmitglied der Deutschen Geophysikalischen Gesellschaft (2005)
- American Geophysical Union
- Gesellschaft Deutscher Naturforscher und Ärzte